# 克卜勒-19b
克卜勒-19b 是環繞克卜勒-19的一顆系外行星。這顆行星的軌道週期是9.3天，估計它的半徑是2.2地球半徑，質量是地球的20.3倍 （页面存档备份，存于）。